# Malik Taj al-Din ibn Qutb al-Din
Taj al-Din (+ 1351) fou malik mihrabànida de Sistan de 1346 a 1350. Era fill de Malik Qutb al-Din Muhammad.
Durant el regnat del seu pare fou governador d'Uq. A la mort de Malik Qutb al-Din Muhammad va aconseguir el poder tot i les reclamacions del seu cosí Muhammad ibn Malik Nusrat al-Din Muhammad. Tenia bones intencions però fou un dirigent dèbil segons C. E. Bosworth. El 1350 fou expulsat de Zarandj (Shahr-i Sistan) per una conspiració que va portar al tron a Malik Jalal al-Din Mahmud.
Taj al-Din va intentar resistir; va fugir inicialment al Kirman i d'allí va passar a Herat per convèncer el kàrtida Malik Muizz al-Din Husayn de donar-li suport; ho va aconseguir i un exèrcit kàrtida fou reunit per restaurar a Taj al-Din però abans de sortir d'Herat, el territori kàrtida fou atacat per una coalició de tribus del kanat de Txagatai manades per l'amir o general Qazaghan, el 1351. Taj al-Din va lluitar llavors al costat dels kàrtides en la defensa d'Herat i va resultar mort a la lluita